# Arcuphantes ephippiatus
Arcuphantes ephippiatus là một loài nhện trong họ Linyphiidae.
Loài này thuộc chi Arcuphantes. Arcuphantes ephippiatus được Kap Yong Paik miêu tả năm 1985.